# 18 Melpómene
18 Melpómene é um grande asteroide do cinturão de asteroides. Ele é composto de silicato e metais. Ele foi descoberto em 24 de junho de 1852 por John Russell Hind. Recebeu o nome de Melpômene, a musa da tragédia na mitologia grega.
18 Melpómene ocultou a estrela SAO 114159 em 11 de dezembro de 1978. Um possível satélite com pelo menos 37 km de diâmetro foi detectado. Esse satélite recebeu a designação provisória S/1978 (18) 1.
18 Melpómene foi observado pelo Hubble em 1993. Ele foi capaz de observar a forma levemente alongada do asteroide, mas nenhum satélite foi detectado.